# Clematis gouriana
Clematis gouriana es una especie de liana de la familia de las ranunculáceas.

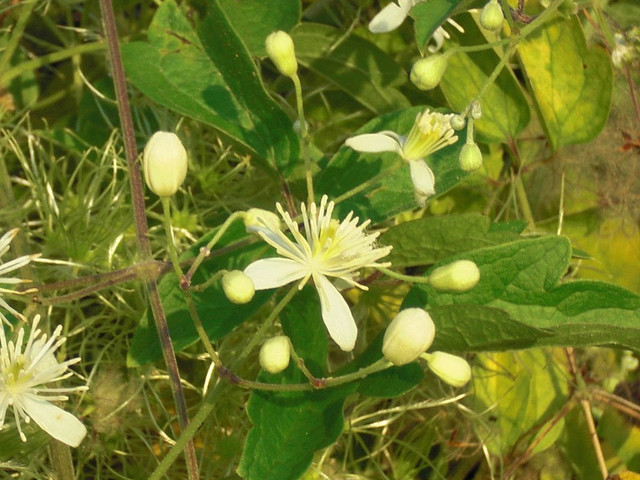
Vista de la planta en flor

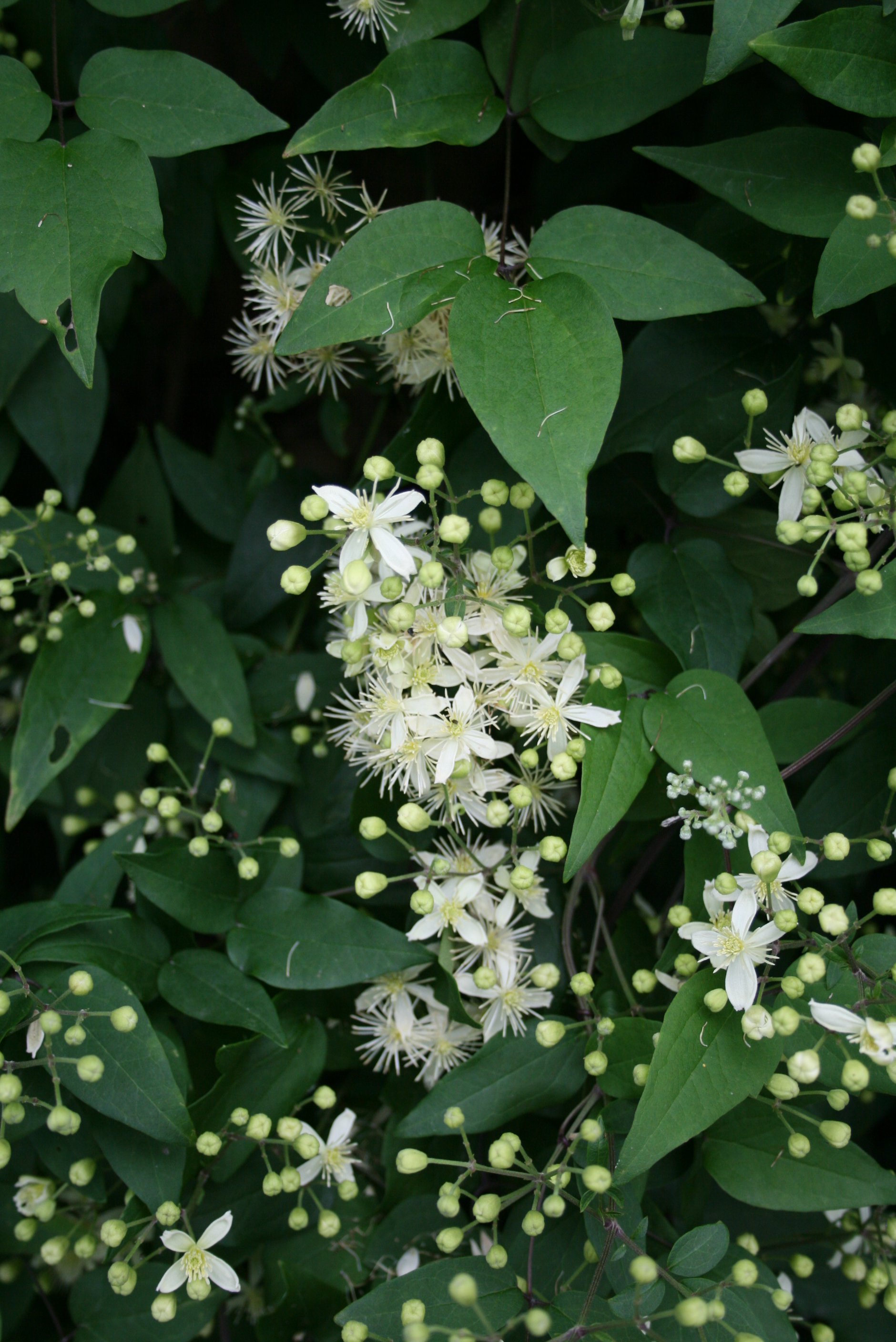
Vista de la planta

## Descripción
Es un bejuco leñosos. Las ramas de 3 a 5 m, ramas longitudinales de 5 ranuras, glabrescentes y pubérulas. Hojas pinnadas, 5-folioladas; pecíolo de 1 - 7 cm, escasamente pubérulas a subglabras; ovaladas, estrechamente ovadas, o lanceoladas, de 2.4 - 10.5 × 1.2 a 5.5 cm, como de papel, ambas superficies glabras, la base redondeada a subcordada, el margen entero, el ápice atenuado a acuminado; las venas basales con el envés prominente. Las inflorescencias son axilares o terminales en cimas, con  9 - 100 flores, y pedúnculo de 1.2 - 7 cm, brácteas simple o foliáceas, triangulares a ovadas, de 4 - 10 mm. Flores de 7 a 10 mm de diámetro. Pedicelo 6 a 12 mm. Sépalos 4, color blanco. Los frutos son aquenios lanceoladas a fusiformes, 3 a 3,5 × 1 a 1,5 mm. Fl. septiembre-octubre, fr. noviembre-diciembre.

## Distribución
Se encuentra en las pendientes, matorrales, a lo largo de los arroyos, por debajo de 100 - 1800 m s. n. m., en  Cantón, Guangxi, Guizhou, Hubei, Hunan, Sichuan, Yunnan en China y en Bután, India, Birmania, Nepal, Nueva Guinea, Filipinas y Sikkim.

## Taxonomía
Clematis gouriana fue descrita por Roxb. ex DC. y publicado en Regni Vegetabilis Systema Naturale 1: 138–139, en el año 1818
Etimología
Clematis: nombre genérico que proviene del griego klɛmətis. (klématis) "planta que trepa".
gouriana: epíteto
Sinonimia
- Clematis cana Wall.
- Clematis martini H.Lév.
- Clematis substipulata Kuntze
- Clematis vitalba var. acuminatissima Kuntze
- Clematis vitalba subsp. gouriana (Roxb. ex DC.) Kuntze
- Clematis vitalba var. gouriana (Roxb. ex DC.) Finet & Gagnep.
- Clematis vitalba var. micrantha H. Lév. & Vaniot[4]